# Bodies Without Organs
Bodies Without Organs (auch BWO) war eine schwedische Pop-Band.

## Bandgeschichte

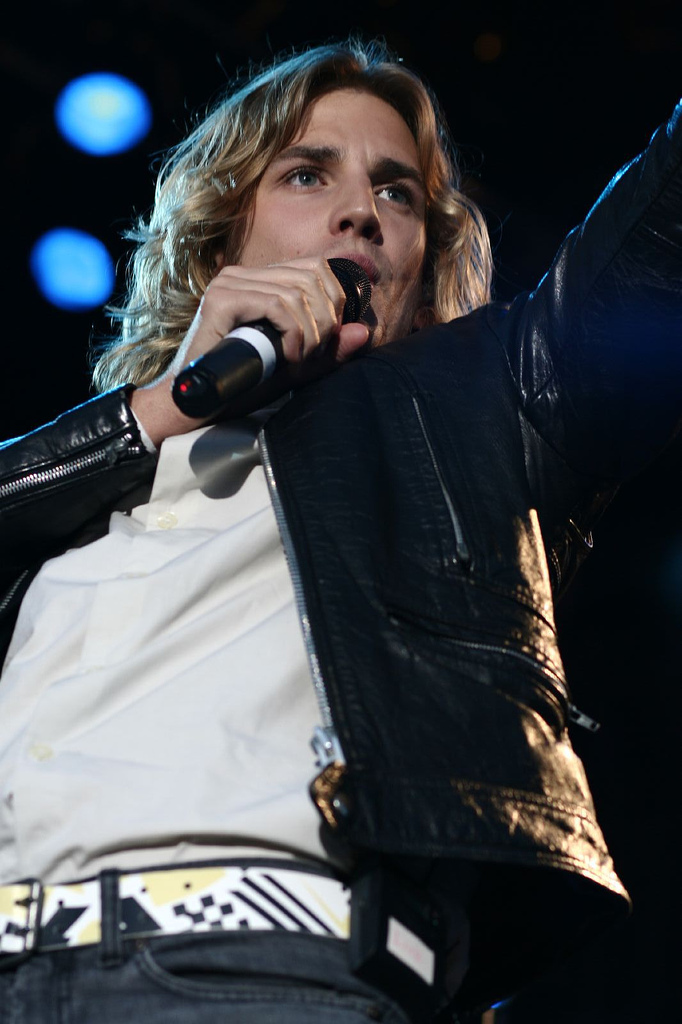
Martin Rolinski

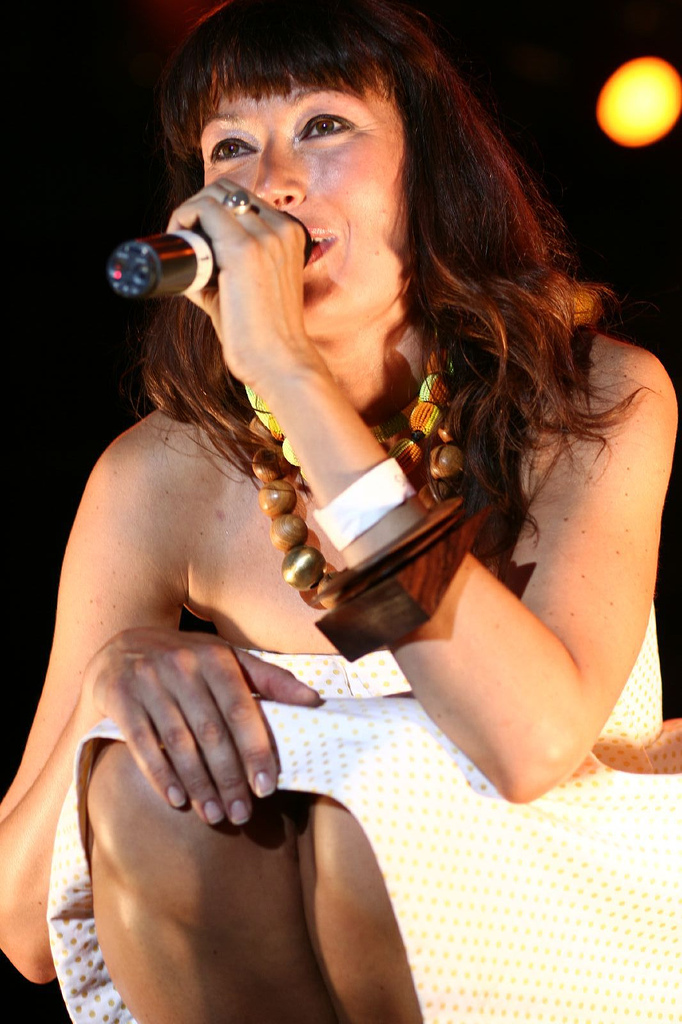
Marina Schiptjenko

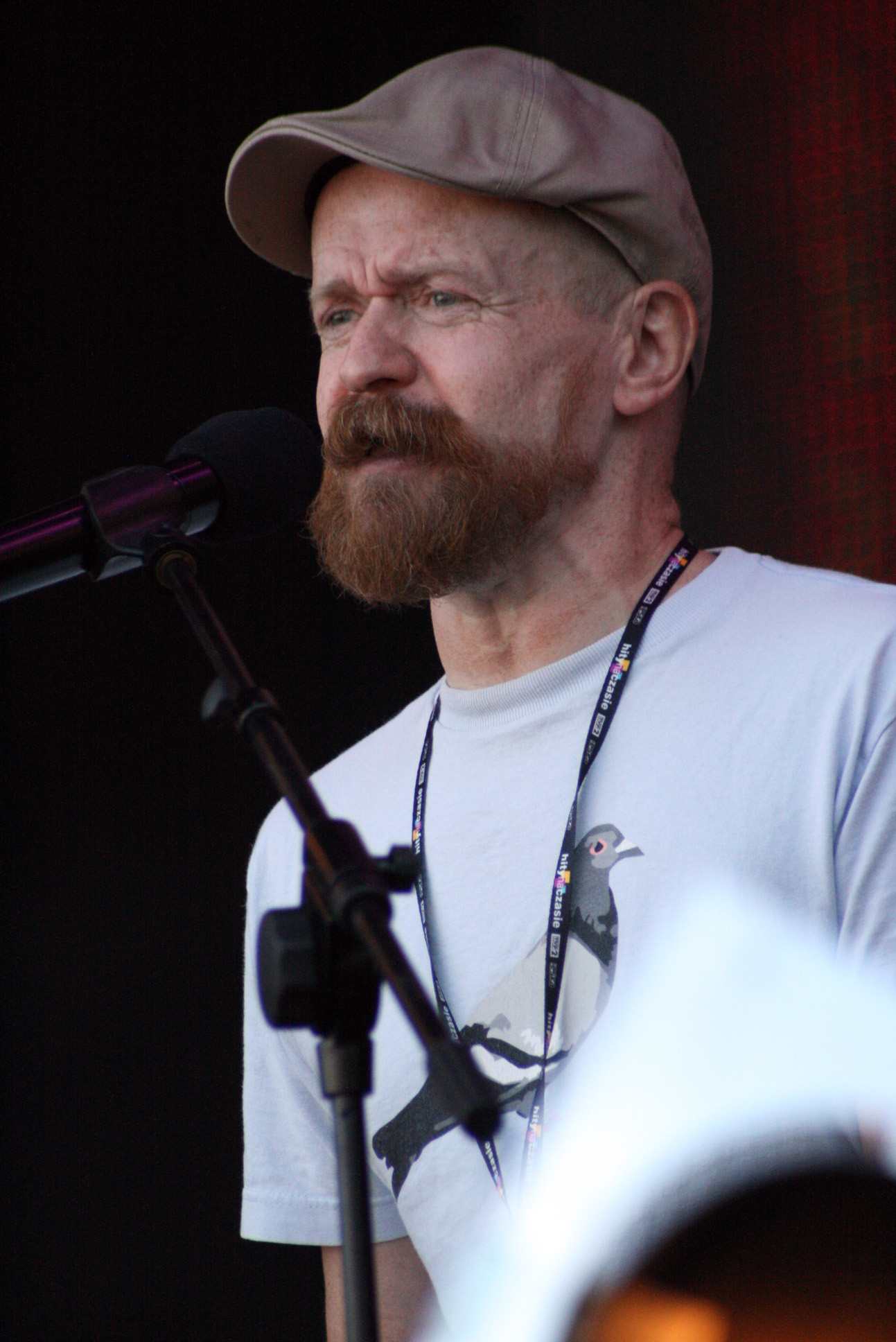
Alexander Bard

BWO besteht aus dem Sänger Martin Rolinski, der von den Produzenten im Rahmen eines Talentwettbewerbs rekrutiert wurde, der Keyboarderin Marina Schiptjenko (ehemals bei Vacuum) und dem Musikproduzenten Alexander Bard (ehemals bei Army of Lovers, Vacuum und Alcazar, aktuell bei Gravitonas). Ursprünglich war Jean-Pierre Barda von Army of Lovers viertes Bandmitglied, da er jedoch nicht ins Live-Konzept der Band passte, tauchte er nur in den ersten beiden Videos in Gastauftritten auf. Die Band wurde Ende 2003 von Bard und Anders Hansson, einem erfolgreichen Produzenten (Christina Aguilera), ins Leben gerufen, die schon seit Mitte der 90er bereits immer wieder Songs zusammen schrieben und produzierten. Sie markiert wohl auch das endgültige Ende in der Zusammenarbeit zwischen Anders Wollbeck und Alexander Bard, die als Songwriter-Duo für die meisten Hits von Army of Lovers, Vacuum und des ersten Alcazaralbums verantwortlich zeichneten. Das Debütalbum Prototype wurde in Deutschland im Sommer 2005 veröffentlicht. Bekannt ist die Band vor allem in ihrer Heimat Schweden, in Russland und der europäischen Gay-Szene. Sowohl die erste (und bisher einzige) Single als auch das Album waren in Deutschland wenig erfolgreich. In Schweden hingegen erhielt die Band Gold-Auszeichnungen für ihre Alben und hatte mehrere Top-Ten-Platzierungen in den Charts.
2005 nahm die Gruppe am Melodifestivalen, der schwedischen Vorausscheidung zum Eurovision Song Contest teil. Dabei schied sie allerdings schon im Vorfeld aus. 2006 erreichten sie dort mit Temple of Love den zweiten Platz, der Song stand wochenlang auf Platz 1 der schwedischen Verkaufscharts. Außerdem gewannen sie 2006 einen schwedischen Grammy als „beste Popgruppe des Jahres“. Im September 2006 nahm eine neue Plattenfirma die Vermarktung in einigen skandinavischen Ländern auf und bewarb die Band im Vereinigten Königreich, wodurch die Single Chariots of Fire in die Clubcharts einstieg.
2008 nahmen Bodies Without Organs erneut am Melodifestivalen teil, verpassten aber erneut die Fahrkarte zum Eurovision Song Contest, ihr Song Lay Your Love on Me belegte den dritten Rang. Am 28. Mai 2008 wurde in Schweden Barcelona als 10-Track-Maxi-CD veröffentlicht. In Schweden erschien am 2. August 2008 die Single The Bells of Freedom, der offiziellen Hymne des Europride in Stockholm 2008.
Im Februar/März 2009 nahm BWO erneut am schwedischen Vorentscheid Melodifestivalen für den Eurovision Song Contest 2009 teil, erreichte mit der Ballade You're Not Alone aber nicht das Finale. You're Not Alone wurde als Single am 28. Februar 2009 veröffentlicht.

## Diskografie

### Alben
| Jahr | Titel                                | Höchstplatzierung, Gesamtwochen, AuszeichnungChartsChartplatzierungen (Jahr, Titel, Platzierungen, Wochen, Auszeichnungen, Anmerkungen) | Anmerkungen                                 |
| Jahr | Titel                                | SE | Anmerkungen                                 |
| ---- | ------------------------------------ | --- | ------------------------------------------- |
| 2005 | Prototype                            | SE2 Platin · (56 Wo.)SE |                                             |
| 2006 | Halcyon Days                         | SE1 Gold · (27 Wo.)SE | als BWO                                     |
| 2007 | Fabricator                           | SE6 (5 Wo.)SE | als BWO                                     |
| 2008 | Pandemonium – The Singles Collection | SE3 Gold · (10 Wo.)SE | Erstveröffentlichung: 9. April 2008 als BWO |
| 2009 | Big Science                          | SE9 (8 Wo.)SE | als BWO                                     |

Weitere Alben
- 2006: Halcyon Nights – The Remixes

### Singles
| Jahr | Titel Album                                | Höchstplatzierung, Gesamtwochen, AuszeichnungChartsChartplatzierungen (Jahr, Titel, Album, Platzierungen, Wochen, Auszeichnungen, Anmerkungen) | Anmerkungen                                 |
| Jahr | Titel Album                                | SE | Anmerkungen                                 |
| ---- | ------------------------------------------ | --- | ------------------------------------------- |
| 2004 | Living in a Fantasy Prototype              | SE44 (3 Wo.)SE |                                             |
| 2004 | Conquering America Prototype               | SE27 (21 Wo.)SE |                                             |
| 2004 | Sixteen Tons of Hardware Prototype         | SE11 (9 Wo.)SE | Erstveröffentlichung: 22. November 2004     |
| 2005 | Gone –                                     | SE40 (2 Wo.)SE |                                             |
| 2005 | Open Door Prototype                        | SE28 (15 Wo.)SE |                                             |
| 2005 | Sunshine in the Rain Prototype             | SE12 (17 Wo.)SE | als BWO                                     |
| 2005 | Voodoo Magic Prototype                     | SE38 (8 Wo.)SE | Erstveröffentlichung: 17. Dezember 2005     |
| 2006 | Temple of Love Halcyon Days                | SE1 Gold · (27 Wo.)SE | Erstveröffentlichung: 15. März 2006 als BWO |
| 2006 | We Could Be Heroes Halcyon Days            | SE22 (17 Wo.)SE | als BWO                                     |
| 2006 | Will My Arms Be Strong Enough Halcyon Days | SE39 (5 Wo.)SE | als BWO                                     |
| 2006 | Chariots of Fire Halcyon Days              | SE45 (3 Wo.)SE | als BWO                                     |
| 2007 | Save My Pride Fabricator                   | SE19 (9 Wo.)SE | Erstveröffentlichung: 16. Mai 2007 als BWO  |
| 2007 | Let It Rain Fabricator                     | SE23 (7 Wo.)SE | als BWO                                     |
| 2007 | Rhythm Drives Me Crazy Fabricator          | SE35 (6 Wo.)SE | als BWO                                     |
| 2007 | The Destiny of Love Fabricator             | SE56 (1 Wo.)SE | als BWO                                     |
| 2008 | Lay Your Love on Me –                      | SE2 (16 Wo.)SE | als BWO                                     |
| 2008 | Barcelona –                                | SE56 (1 Wo.)SE | als BWO                                     |
| 2008 | The Bells of Freedom –                     | SE15 (4 Wo.)SE | als BWO                                     |
| 2009 | You’re Not Alone Big Science               | SE11 (5 Wo.)SE | als BWO                                     |
| 2009 | Right Here Right Now Big Science           | SE28 (4 Wo.)SE | als BWO                                     |

Weitere Singles
- 2007: Give Me the Night
- 2008: Gomenasai
- 2009: Rise to the Occasion
- 2009: Kings of Tomorrow

### Videoalben
- 2008: Pandemonium Video Collection